# ACzS-1
ACzS-1 (ros. АЧС-1) – radziecki chronometr lotniczy produkowany począwszy od 1941 do 1992 roku. Montowany w radzieckich samolotach wojskowych z napędem tłokowym i odrzutowym; spotykany także w innych, niezwiązanych z lotnictwem urządzeniach. ACzS-1 produkowano w różnych wersjach posiadających rezerwę chodu dwóch lub pięciu dni. Niektóre posiadają także niezależne wskazanie czasu lotu, stoper oraz wewnętrzne ogrzewanie pozwalające na utrzymanie chodu zegara w temperaturze do -60 °C. Niezależnie od wersji każdy zegar posiada stopsekundę. Zegar stosowany jest do dzisiaj (pomimo zakończenia produkcji pozostały jeszcze duże zapasy) w takich samolotach, jak np. MiG-29. Łatwa dostępność w Polsce czyni go również popularnym obiektem kolekcjonerskim wśród pasjonatów lotnictwa i zegarmistrzostwa.

## Cechy zegara, budowa i uwagi eksploatacyjne
- (ACzS-1M) nominalny czas pracy po nakręceniu 72 godziny.
- Aby zmienić ustawienie wskazówek, należy odciągnąć lewe czerwone pokrętło.
- Nakręcenie sprężyny: lewe czerwone pokrętło w lewo.
- Zatrzymanie {włączenie} zegara: prawe pokrętło pusk w lewo (w prawo).
- Uruchomienie chronografu: docisnąć lewe pokrętło 1.2.3.
- Stoper: docisnąć prawe p. 1.2.3.
- W przypadku starego zegara należy resetować stoper i chronograf na godzinie 12, ze względu na silny efekt odrzutu sprężyny, który może spowodować uszkodzenie wskazówek.
- Dwie czarne gałki z tyłu to są końcówki zasilania ogrzewania 27 V.
- Regulacji balansu – poprzez otwór zakryty śrubą u góry po lewej stronie .